# 反应力场
反应力场（英語：reactive force field，ReaxFF），是一种基于键级的分子力场，常用于分子动力学模拟，由Adri van Duin、William A. Goddard, III和加利福尼亞理工學院的合作者提出。传统力场因不能满足断裂和形成键的要求而不能模拟化学反应，因而ReaxFF避开了显式的键并基于键级，从而允许连续的键的形成或断裂。ReaxFF的目标是尽可能地通用，已参数化并测试了烃的反应、烷氧基硅烷胶凝、过渡金属催化的纳米管的形成和高能材料。
最近，ReaxFF已被用于研究氧气与真实硅石表面的相互作用。该版本的ReaxFF基于高准确性密度泛函理论的基准研究。使用明尼苏达泛函可以获得高度准确的密度泛函结果。